# Jonathan Sogbie
Jonathan Sogbie (ur. 1 stycznia 1967 w Nimbie) – liberyjski piłkarz występujący na pozycji napastnika.

## Kariera klubowa
W latach 1992–1993 Sogbie grał w zespole ASEC Mimosas i dwukrotnie zdobył z nim mistrzostwo Wybrzeża Kości Słoniowej. W 1993 roku przeszedł do szwajcarskiego Lausanne Sports. Przez dwa sezony w jego barwach w pierwszej lidze szwajcarskiej rozegrał 50 spotkań i zdobył 21 bramek. W 1995 roku odszedł do także pierwszoligowego Servette FC, gdzie również występował przez dwa sezony.
Następnie Sogbie grał w amerykańskich zespołach Connecticut Wolves oraz Rhode Island Stingrays, grających w lidze A-League, stanowiącej drugi poziom rozgrywek. W 2001 roku przeszedł do chińskiego Chongqing Lifan, jednak w następnym roku wrócił do Rhode Island Stingrays, gdzie w 2002 roku zakończył karierę.

## Kariera reprezentacyjna
W reprezentacji Liberii Sogbie zadebiutował w 1988 roku. W 1996 roku został powołany do kadry na Puchar Narodów Afryki. Zagrał na nim w meczach z Gabonem (2:1) i Zairem (0:2), a Liberia zakończyła turniej na fazie grupowej.